# Mariona Ortiz
Mariona Ortiz Vives (ur. 28 lutego 1992 w Calella) – hiszpańska koszykarka występująca na pozycjach rozgrywającej oraz rzucającej.
1 czerwca 2016 została zawodniczką CCC Polkowice.

## Osiągnięcia
Stan na 20 sierpnia 2024, na podstawie, o ile nie zaznaczono inaczej.

### Drużynowe
- Wicemistrzyni Hiszpanii (2014, 2015)
- Brązowa medalistka mistrzostw Polski (2017)[4]
- Zdobywczyni:
  - pucharu Hiszpanii (2014, 2015)
  - Superpucharu Hiszpanii (2013, 2014)
- Finalistka Superpucharu Hiszpanii (2015)

### Reprezentacja
Seniorska
- Uczestniczka igrzysk olimpijskich (2024 – 5. miejsce)[5]

Młodzieżowe
- Mistrzyni Europy:
  - U–16 (2008)
  - U–18 (2009)
  - U–20 (2011, 2012)
- Wicemistrzyni:
  - Europy U–18 (2010)
  - świata U–19 (2011)
- Zaliczona do I składu Eurobasketu U–20 (2012 przez eurobasket.com)